# Rasmus Larsen (Basketballspieler)
Rasmus Glarbjerg Larsen (* 25. November 1994 in Rudersdal, Dänemark; † Mai 2015 in Charleroi, Belgien) war ein dänischer Basketballspieler.

## Karriere
Larsen debütierte Anfang 2011 in der A-Mannschaft des dänischen Erstligisten Værløse BBK. Nachdem er unter anderem mit dänischen Jugendnationalmannschaften an der U18-B-Europameisterschaft 2011 und am Albert-Schweitzer-Turnier 2012 teilgenommen hatte, wurde er im September 2012 von Bàsquet Manresa unter Vertrag genommen. Aufgrund einer Schulterverletzung kam Larsen jedoch nur zweimal für die Amateurmannschaft CE Sant Nicolau in der viertklassigen Liga EBA zum Einsatz.
Erst mit Beginn der Saison 2013/14 debütierte er in der Liga ACB und erhielt auf Anhieb die Auszeichnung als bester Spieler des Spieltags, nachdem er gegen Joventut de Badalona 21 Punkte erzielt und 13 Rebounds gesichert hatte.
Seit 2014 spielte er in der belgischen Scoooreleague für Spirou BC Charleroi. Am 13. Mai 2015 wurde er tot in seiner Wohnung aufgefunden. Offenbar war er im Schlaf verstorben, die genauen Todesumstände sind bislang ungeklärt.